# Glidetal
Et flys glidetal er at udtryk for den afstand, et fly kan flyve uden motorkraft i forhold til hvor meget højde, der mistes.
Glidetallet er en teoretisk størrelse (luften er aldrig helt rolig), men det siger alligevel en del om et flys ydeevne, dvs. evne til at flyve langt og hurtigt med et minimum af nedstigning.
Moderne svævefly har et glidetal på mellem 35 og 60. Dvs. at de fra en højde på 1 km kan svæve 35-60 km i glideflugt inden de rammer jorden. I praksis føles det som om disse fly slet ikke synker. Det gør de selvfølgelig, men man kan flyve meget langt uden behov for at tanke højde i termikken. 

## Eksempler til sammenligning
- et sportsmotorfly har et glidetal på under 10.
- et dragefly har et glidetal mellem 7 og 20 alt efter model.
- et Boeing 767-fly løb tør for brændstof og viste sig at have et glidetal på 12.
- en rumfærgen der vender tilbage til Jorden, fungerer som et et svævefly med et glidetal på 3.